# 密西西比城 (密西西比州)
密西西比城（英語：Mississippi City）是位於美國密西西比州哈里森縣的非建制地區。

## 地理
密西西比城所處的海拔為高於海平面6米（即20英呎），而該地所採用的時區為UTC-6，即北美中部時區（CST）。同時該地設有夏令時間，為UTC-6調快一小時，即UTC-5（CDT）。